# Carlton Barrett
Carlton Barrett (Kingston, 17 dicembre 1950 – Kingston, 17 aprile 1987) è stato un batterista e percussionista giamaicano.

## Biografia
Insieme al fratello Aston "Family Man" Barrett ha fatto parte della sezione ritmica al centro dello sviluppo della musica reggae, sin dagli albori: membro prima degli Upsetters, band di studio del produttore Lee "Scratch" Perry e poi degli Wailers, gruppo di Bob Marley, fin dal 1970.
Carlton Barrett ha suonato in tutti gli album di Bob Marley & The Wailers ed è considerato tra coloro che diffusero lo stile di batteria denominato one drop.
Carlton Barrett fu ucciso a colpi d'arma da fuoco fuori casa sua, a Kingston, il 17 aprile 1987.

## Discografia parziale
- Carlton Barrett & Family Man - The Sound Of Macka Dub